# Svobodné Heřmanice
Svobodné Heřmanice wymowaⓘ (niem. Frei Hermersdorf) – gmina w Czechach, w powiecie Bruntál, w kraju morawsko-śląskim.
W miejscowości znajduje się zalane wodą wyrobisko kamieniołomu czarnego łupka dachowego wykorzystywane m.in. do rekreacyjnego nurkowania.